# Pyhämaa

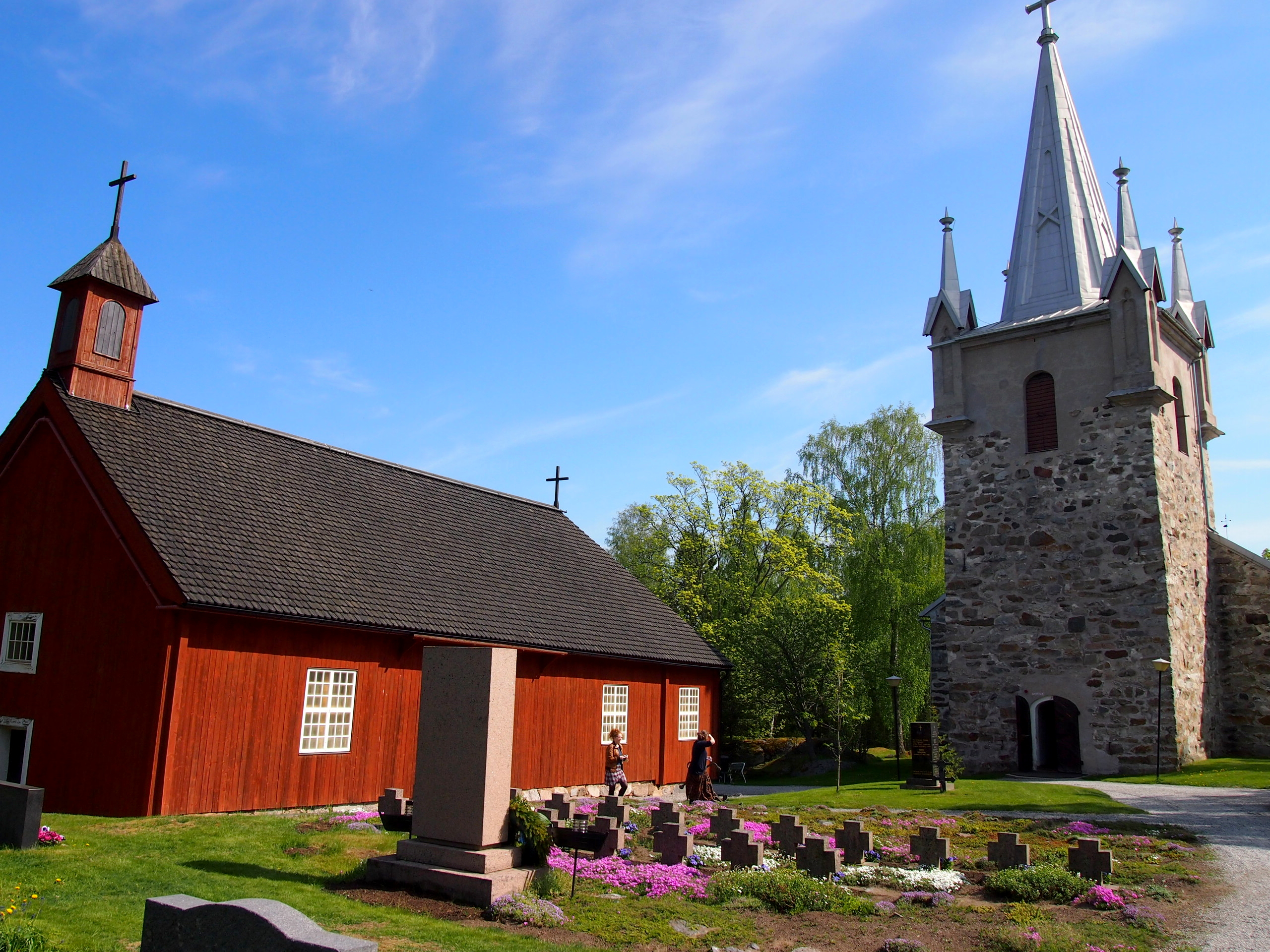
Pyhämaa offerkyrka och Pyhämaa nya kyrka.

Pyhämaa (äldre namn: Pyhämaan Luoto) var en kommun i Vemo härad i Åbo och Björneborgs län i Finland. Ytan var 60,6 km² och år 1908 beboddes kommunen av 1 380 människor med en befolkningstäthet av 22,8 km². Pyhämaa blev del av Nystad 1 januari 1974.

Pyhämaas läge i Finland.

Pyhämaas grannkommuner var Kaland, Pyhäranta, Nystads landskommun och Nystad. Kommunvapnet ritades av Gustaf von Numers och fastställdes 1969.

## Historia

### Tidig historia
Den första permanenta bosättningen i Pyhämaa-området härstammar från omkring år 1000, då man anser att en del av befolkningen med svenskt ursprung slog sig ner i området. Samtidigt anses den finska fastlandsbefolkningen ha börjat flytta till skärgården ungefär två hundra år senare, då de troligtvis bosatte sig på de öar som ännu inte hade någon befolkning.

### Medeltiden
Det finns inte särskilt tidiga skriftliga källor om bosättningen i Pyhämaa. Den äldsta källan är ett latinskt dokument från 1411, där 75 byar i Nykyrka församling delas upp i fyra nattmanskap för att bygga en prästgård. I dokumentet nämns Edsvik och Kammela, som då tillhörde Nykyrka. Till Nykyrka hörde också byn Kukainen från 1712 fram till 1800-talet. Området blev bebott år 1704. Även Meri-Saarnisto och Majamaa, som tillhörde Nykyrka, blev bebodda under 1700-talet. Området Torlahti var dock bebott redan minst år 1463.
En del av Pyhämaa tillhörde fram till 1600-talet Untamala kyrksocken, som senare blev känd som Letala. Namnet Pyhämaa förekommer första gången i jordeboken år 1540 som "Pyhema", och avsåg då Pyhämaa kyrkoby. Namnet har troligen sitt ursprung från tidig medeltid.

### 1800-1900-talen
Området Pyhämaa var uppdelat i två olika kyrksocknar från medeltiden fram till lagen om landskommuner på 1800-talet.
Den nuvarande Pyhäranta kommun utgjorde tillsammans med Pyhämaa-området en enda kommun fram till år 1908, då det dåvarande Pyhämaan Rohdainen – egentligen fastlandsdelen av socknen – och Pyhämaan Luoto, det vill säga Pyhämaa, delades upp i två separata kommuner. Vid det sista gemensamma kommunmötet mellan Rohdainen och Luoto, som hölls i september 1883, konstaterades att guvernören hade bekräftat delningen av kommunen. Därefter använde invånarna på Luoto fram till 1908 namnet Pyhämaan Luoto kommun för sin kommun, medan invånarna i Rohdainen använde olika namn, såsom Pyhämaan Rohdaisten kunta, Pyhämaa fastlands kommun, Rohdainens kommun och slutligen 1908 Pyhäranta.
Pyhämaan kommun tvångssammanslogs med Nystad i början av 1974, delvis på grund av det pågående men aldrig genomförda projektet att bygga Neste Oy:s tredje oljeraffinaderi.

## Geografi

### Byar
Från och med 1942 har det funnits 16 byar i Pyhämaa:
Edsvik (finska: Edväinen/Ärväne), Hallu, Heinäis (finska: Heinäinen), Kammela, Kettils (finska: Ketteli/Ketli), Kuivarauma, Kukainen, Kursila, Långholm (finska: Pitkäluoto), Majamaaholm, Pyhämaa, Saarnistoholm, Suurikkala/Raulio, Torlax (finska: Torlahti), Varhela och Viisola.

## Kultur

### Sevärdheter

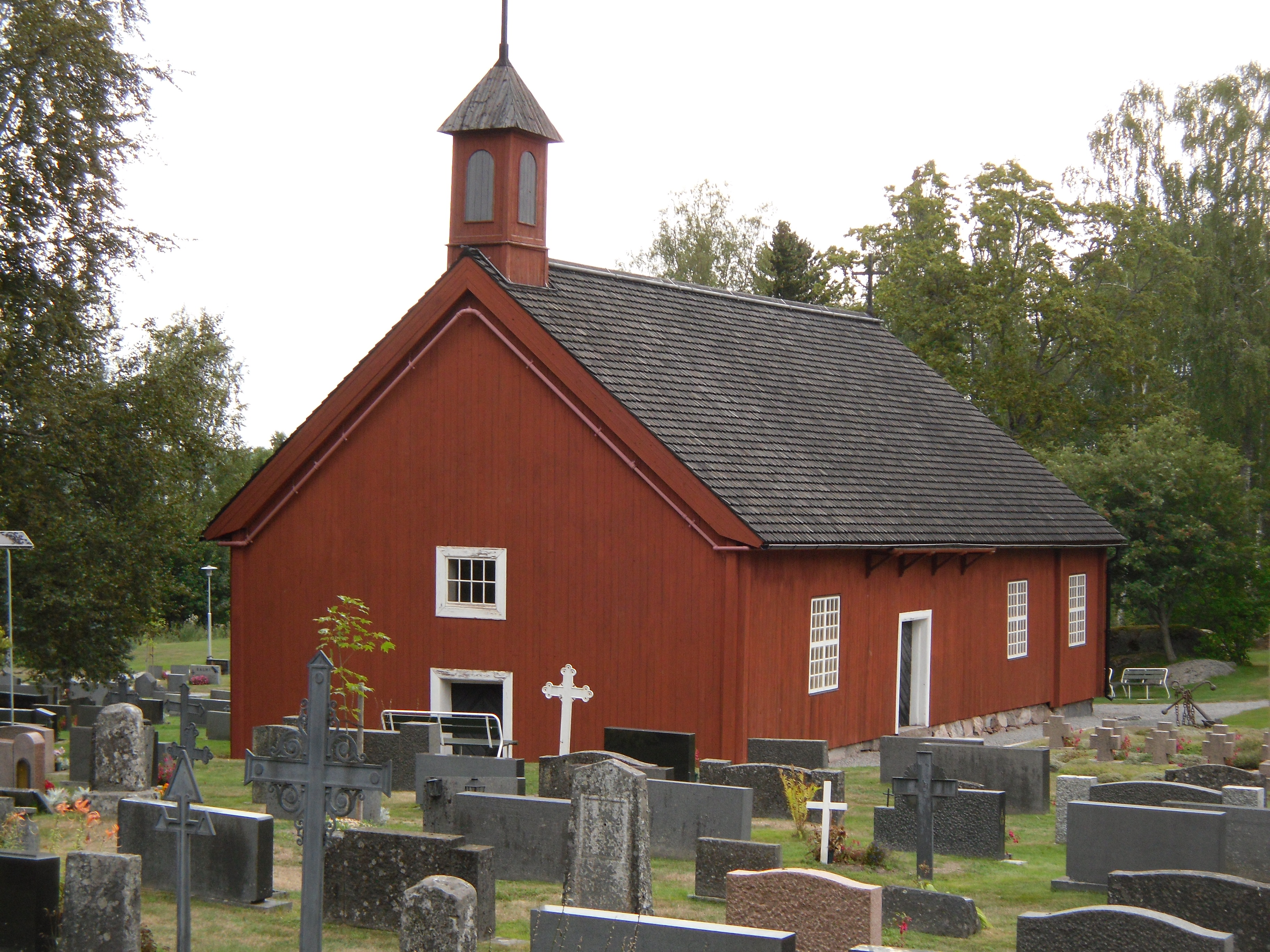
Pyhämaa offerkyrka

- Pyhämaa offerkyrka, historisk träkyrka från 1600-talet.[3]

- Pyhämaa nya kyrka, stenkyrka från 1800-talet[3]